# Dornier Komet
Dornier Komet, Merkur, Do D, и Do T — серия самолётов, производившаяся в Германии в 1920-е годы. Изначальное назначение — пассажирские перевозки, далее также военное применение. Самолёт создан совместно с летающей лодкой Dornier Delphin и имеет с ней много общих конструктивных элементов.

## Характеристики (Merkur II)
Основные характеристики
- Экипаж: 2, пилот и механик
- Пассажиры: 8
- Длина: 12.50 м (41 фт 1 дм)
- Размах крыла: 19.60 м (64 фт 4 дм)
- Высота: 3.56 м (11 фт 9 дм)
- Площадь крыла: 62 м² (667 кв. фт)
- Масса пустого: 2,100 кг (4,630 lb)
- Взлётная масса: 3,600 кг (7,940 lb)
- Двигатель: 1 × BMW VI, 447 кВт (600 лс)

Лётные характеристики
- Максимальная скорость: 200 км/ч (124 миль/ч)
- Практический потолок: 5,200 м (17,600 фт)